# 江治
江治（1501年—1592年），字舜卿、順之，號理川，江西南昌府進賢縣人，民籍，明朝政治人物。

## 生平
嘉靖四年（1525年）乙酉科江西鄉試第二名舉人。嘉靖二十六年（1547年）中式丁未科會試第一百五十五名，登第二甲第八十一名進士。吏部觀政，任刑部主事，升河南司署郎中，三十三年（1554年）七月出为广东按察佥事，督学政。三十五年九月升南京尚宝司卿，四十年四月升南京太常寺少卿，四十四年九月升南京光禄寺卿，隆慶元年（1567年）四月升南京太常寺卿，七月升南京工部右侍郎，三年正月以考察自陳，令致仕。享年九十二

## 家族
曾祖江啟明，義官；祖父江正奇；父江玠，母楊氏。永感下。兄江洪。弟江泗。